# Dyer (Arkansas)
Dyer es una ciudad ubicada en el condado de Crawford en el estado estadounidense de Arkansas. En el Censo de 2010 tenía una población de 876 habitantes y una densidad poblacional de 129,49 personas por km².

## Geografía
Dyer se encuentra ubicada en las coordenadas 35°29′41″N 94°8′16″O / 35.49472, -94.13778. Según la Oficina del Censo de los Estados Unidos, Dyer tiene una superficie total de 6.77 km², de la cual 6.77 km² corresponden a tierra firme y (0%) 0 km² es agua.

## Demografía
Según el censo de 2010, había 876 personas residiendo en Dyer. La densidad de población era de 129,49 hab./km². De los 876 habitantes, Dyer estaba compuesto por el 95.78% blancos, el 0.91% eran afroamericanos, el 1.71% eran amerindios, el 0% eran asiáticos, el 0% eran isleños del Pacífico, el 0.34% eran de otras razas y el 1.26% pertenecían a dos o más razas. Del total de la población el 3.08% eran hispanos o latinos de cualquier raza.